# Coptops marmoreus
Coptops marmoreus es una especie de escarabajo longicornio del género Coptops, tribu Mesosini, subfamilia Lamiinae. Fue descrita científicamente por Breuning en 1939.

## Descripción
Mide 13-20 milímetros de longitud.

## Distribución
Se distribuye por Filipinas.